# Campodorus minutator
Campodorus minutator är en stekelart som beskrevs av Dmitriy R. Kasparyan 2006. Campodorus minutator ingår i släktet Campodorus och familjen brokparasitsteklar. Inga underarter finns listade.